# LS веза
LS веза или Расел-Сандерсова веза је једна од апроксимација везе, тј. купловања укупног момента импулса и укупног магнетног момента код атома који имају више од једног електрона у електронском омотачу. LS веза има доминантан утицај код лакших елемената са атомским бројем до око 40. Поред LS везе, још један начин везивања је јј веза која је најизраженији начин везивања код тешких елемената.
LS веза настаје од везивања укупног орбиталног момента L и укупног угаоног момента S:
{\displaystyle \mathbf {J} =\mathbf {L} +\mathbf {S} ,\,}
Ова два угаона момента се добијају сабирањем орбиталних угаоних момента li свих електрона, односно сабирањем свих спинских момената si свих електрона у омотачу атома:
{\displaystyle \mathbf {L} =\sum _{i}{\boldsymbol {\ell }}_{i},\ \mathbf {S} =\sum _{i}\mathbf {s} _{i}.\,}

## Апроксимацијавезе
У укупном хамилтонијану када се теоријом пертурбације поред хамилтонијана језгра урачунавају и два члана пертурбације:
- члан који потиче од резидуалне нецентралне електростатичке интеракције међу електронима
- спин-орбит интеракција међу електронима.

На овај начин су занемарене спин-орбит друга интеракција, магнетна спин-спин интеракција и магнетна орбит-орбит интеракција.
Код лакших елемената је спин-орбит интеракција много мања од резидуалне интеракције, те апроксимација LS везе подразумева занемаривање другог од та два члана.

## Избор квантних бројева за описвезе
За опис хамилтонијана двоелектронског система који има оба пертурбативна члана, потребно је 8 квантних бројева. Репрезентација могућих конфигурација није једнозначна и зависи од тога шта су константе кретања. Добри квантни бројеви су само главни и орбитални квантни број сваког од електрона и они описују грубу структуру енергетских нивоа атома. Добри квантни бројеви за опис LS везе су L и S заједно са бројевима J и  или  и .
У репрезентацији енергетски члан не зависи од квантних бројева  и , те је дегенерација енергије (2L+1)(2S+1). Сва ова дегенерисана стања чине један терм који је одређен квантним бројевима L и S. У репрезентацији када се као шести и седми квантни број користе J и , енергија је независна од њих и дегенерација је:
{\displaystyle \sum _{J=|L-S|}^{L+S}(2J+1),}
а може се показати да је дегенерација једнака у обе репрезентације, тј. да је:
{\displaystyle (2L+1)(2S+1)=\sum _{J=|L-S|}^{L+S}(2J+1).}
Иако због изменске симетрије, резидуална интеракција не делује у спинском простору, енергија атома зависи и од спина, те је потребно додатно урачунати и ову поправку енергије.

## веза у магнетном пољу
Апроксимација LS везе је оправдана када се атом налази у слабим, али не и јаким магнетним пољима, јер се тад интеракција компликује и укупни момент импулса не може да се једноставно представи збиром укупног орбиталног и укупног спинског угаоног момента.

## Фина структура увези
Фина структура у LS вези се добија урачунавањем и другог пертурбационог члана у хамилтонијану, спин-орбитне интеракције, под претпоставком да је тај члан много мањи од резидуалне интеракције која доводи до цепања конфигурације на термове.

## Селекциона правила у оквиру апроксимацијевезе
Под претпоставкама да је код вишеелектронских атома купловање укупног момента импулса и укупног магнетног момента представљено LS везом, селекциона правила за прелазе између виших и нижих енергетских нивоа су:
- Δl_i = ±1
- ΔL = 0, ±1, али је забрањен прелаз из L = 0 у L' = 0
- ΔS = 0
- ΔJ = 0, ±1, али је забрањен прелаз из J = 0 у J' = 0